# Юлукская соборная мечеть
Юлукская соборная мечеть (баш. Юлыҡ йәмиғ мәсете) — соборная мечеть деревни Юлук Баймакского района. Является объектом культурного наследия Республики Башкортостан.

## История
Мечеть была построена в 1911 году в деревни Юлук на средства семьи Рамеевых. Находилась в управлении Оренбургского магометанского духовного собрания. При мечети работали медресе и библиотека.
В период советской власти в середине 1930-х мечеть была закрыта, а здание перешло под склад. В 1993 году мечеть была возвращена мусульманам.